# Mistrzostwa EIWA w zapasach
Zawody zapaśnicze w konferencji Eastern Intercollegiate Wrestling Association, czyli EIWA. Wchodzą w skład NCAA Division I, najwyższej klasy rozgrywkowej w ramach systemu międzyuczelnianych zawodów sportowych NCAA. Zawody odbywają się od 1905 roku.

## Edycje zawodów
| Rok  | Miasto              | Zwycięzca                                              | Outstanding Wrestler                 |
| 1905 | Pennsylvania        | Yale University                                        | ----                                 |
| 1906 | Columbia            | Yale University                                        | ----                                 |
| 1907 | Princeton           | Yale University                                        | ----                                 |
| 1908 | Pennsylvania        | Yale University                                        | ----                                 |
| 1909 | Yale                | Yale University                                        | ----                                 |
| 1910 | Pennsylvania        | Cornell University                                     | ----                                 |
| 1911 | Princeton           | Princeton University                                   | ----                                 |
| 1912 | Columbia            | Cornell University                                     | ----                                 |
| 1913 | Cornell             | Cornell University                                     | ----                                 |
| 1914 | Pennsylvania        | Cornell University                                     | ----                                 |
| 1915 | Lehigh              | Cornell University                                     | ----                                 |
| 1916 | Princeton           | Cornell University                                     | ----                                 |
| 1917 | Cornell             | Cornell University                                     | ----                                 |
| 1918 | Columbia            | Pennsylvania State University                          | ----                                 |
| 1919 | Pennsylvania State  | Pennsylvania State University                          | ----                                 |
| 1920 | Pennsylvania        | Pennsylvania State University                          | ----                                 |
| 1921 | Princeton           | Pennsylvania State University                          | ----                                 |
| 1922 | Lehigh              | Cornell University                                     | ----                                 |
| 1923 | Cornell             | Cornell University                                     | ----                                 |
| 1924 | Yale                | Pennsylvania State University                          | ----                                 |
| 1925 | Columbia            | Pennsylvania State University                          | ----                                 |
| 1926 | Pennsylvania State  | Cornell University                                     | ----                                 |
| 1927 | Pennsylvania        | Yale University Lehigh University                      | ----                                 |
| 1928 | Princeton           | Lehigh University                                      | ----                                 |
| 1929 | Lehigh              | Lehigh University                                      | ----                                 |
| 1930 | Cornell             | Cornell University                                     | ----                                 |
| 1931 | Yale                | Lehigh University                                      | ----                                 |
| 1932 | Syracuse            | Lehigh University                                      | ----                                 |
| 1933 | Columbia            | Lehigh University                                      | ----                                 |
| 1934 | Pennsylvania State  | Lehigh University                                      | ----                                 |
| 1935 | Pennsylvania        | Lehigh University                                      | ----                                 |
| 1936 | Princeton           | Pennsylvania State University                          | Howell Scobey (Mountain Hawks)       |
| 1937 | Lehigh              | Pennsylvania State University                          | Charles Powers (Tigers)              |
| 1938 | Cornell             | Lehigh University                                      | John Harkness (Crimson)              |
| 1939 | Yale                | Lehigh University                                      | Robert Mathers (Big Red)             |
| 1940 | Syracuse            | Lehigh University                                      | George Hooper (Orange)               |
| 1941 | Columbia            | Princeton University Lehigh University                 | Robert Eberle (Tigers)               |
| 1942 | Pennsylvania State  | Pennsylvania State University                          | Charles Ridenour (Nittany Lions)     |
| 1943 | Pennsylvania        | United States Naval Academy                            | Richard DeBatista (Quakers)          |
| 1944 | Lehigh              | United States Naval Academy                            | Malcolm MacDonald (Midshipmen)       |
| 1945 | Lehigh              | United States Naval Academy                            | Cornelius Lindholm (Mountain Hawks)  |
| 1946 | Lehigh              | United States Naval Academy                            | Samuel Harry (Nittany Lions)         |
| 1947 | Yale                | Lehigh University                                      | John Fletcher (Midshipmen)           |
| 1948 | Lehigh              | Lehigh University                                      | John Fletcher (Midshipmen)           |
| 1949 | Cornell             | Syracuse University                                    | George Gebhart (Orange)              |
| 1950 | Princeton           | Syracuse University                                    | Kenneth Hunte (Orange)               |
| 1951 | Pennsylvania State  | Pennsylvania State University                          | George Graveson (Bulldogs)           |
| 1952 | Lehigh              | Pennsylvania State University                          | George Feuerbach (Mountain Hawks)    |
| 1953 | Princeton           | Pennsylvania State University                          | Frank Bettucci (Big Red)             |
| 1954 | Cornell             | University of Pittsburgh                               | Edwin Rooney (Orange)                |
| 1955 | Pennsylvania State  | University of Pittsburgh                               | Edward Eichelberger (Mountain Hawks) |
| 1956 | Lehigh              | University of Pittsburgh                               | Edward Eichelberger (Mountain Hawks) |
| 1957 | Pennsylvania State  | Pennsylvania State University                          | Edwin Peery (Panthers)               |
| 1958 | Pittsburgh          | Cornell University                                     | Joseph Gratto (Mountain Hawks)       |
| 1959 | Cornell             | Lehigh University                                      | Dave Auble (Big Red                  |
| 1960 | Princeton           | University of Pittsburgh Pennsylvania State University | Dave Auble (Big Red)                 |
| 1961 | Lehigh              | Lehigh University                                      | Thad Turner (Mountain Hawks)         |
| 1962 | Pennsylvania State  | Lehigh University                                      | Kirk Pendleton (Mountain Hawks)      |
| 1963 | Naval Academy       | Syracuse University                                    | Kirk Pendleton (Mountain Hawks)      |
| 1964 | Franklin & Marshall | Lehigh University                                      | Michael Johnson (Panthers)           |
| 1965 | Cornell             | Syracuse University                                    | Gerald Franzen (Midshipmen)          |
| 1966 | Pittsburgh          | Lehigh University                                      | Wayne Hicks (Midshipmen)             |
| 1967 | Pennsylvania        | Lehigh University                                      | Michael Caruso (Mountain Hawks)      |
| 1968 | Pittsburgh          | United States Naval Academy                            | Richard Lorenzo (Nittany Lions)      |
| 1969 | Princeton           | United States Naval Academy                            | Clyde Frantz (Nittany Lions)         |
| 1970 | Pennsylvania State  | United States Naval Academy                            | Clyde Frantz (Nittany Lions)         |

| Rok  | Miasto              | Zwycięzca                      | Outstanding Wrestler            |
| 1971 | Naval Academy       | Pennsylvania State University  | Lloyd Keaser (Midshipmen)       |
| 1972 | Temple              | United States Naval Academy    | Chris Black (Diplomats)         |
| 1973 | Pittsburgh          | Pennsylvania State University  | Mike Frick (Mountain Hawks)     |
| 1974 | Naval Academy       | United States Naval Academy    | John Fritz (Nittany Lions)      |
| 1975 | Naval Academy       | Lehigh University              | Mike Frick (Mountain Hawks)     |
| 1976 | Franklin & Marshall | Lehigh University              | Jim Weisenfluh (Colonels)       |
| 1977 | Syracuse            | Lehigh University              | George Medina (Orange)          |
| 1978 | Pennsylvania        | Princeton University           | Gene Mills (Orange)             |
| 1979 | Princeton           | Lehigh University              | Mark Lieberman (Mountain Hawks) |
| 1980 | Lehigh              | Lehigh University              | Doug Parise (Owls)              |
| 1981 | Princeton           | Syracuse University            | Gene Mills (Orange)             |
| 1982 | Lehigh              | United States Naval Academy    | Colin Kilrain (Mountain Hawks)  |
| 1983 | Lehigh              | Lehigh University              | John Reich (Midshipmen)         |
| 1984 | Naval Academy       | United States Naval Academy    | John Orr (Tigers)               |
| 1985 | Franklin & Marshall | Lehigh University              | Pete Yozzo (Mountain Hawks)     |
| 1986 | Lehigh              | United States Naval Academy    | Pete Yozzo (Mountain Hawks)     |
| 1987 | Princeton           | United States Military Academy | Scott Kelly (Midshipmen)        |
| 1988 | Syracuse            | Lehigh University              | Thierry Chaney (Tribe)          |
| 1989 | Lehigh              | Syracuse University            | John Rippley (Black Knights)    |
| 1990 | Wilkes              | United States Naval Academy    | Nick Mauldin (Black Knights)    |
| 1991 | Lehigh              | Syracuse University            | Thierry Chaney (Tribe)          |
| 1992 | Pennsylvania        | Cornell University             | Steve Thoma (Bears)             |
| 1993 | Lehigh              | Cornell University             | Jamie St. John (Orange)         |
| 1994 | Cornell             | Syracuse University            | David Hirsch (Big Red)          |
| 1995 | Naval Academy       | Lehigh University              | Rick Hepp (Mountain Hawks)      |
| 1996 | Syracuse            | University of Pennsylvania     | Karl Keske (Big Red)            |
| 1997 | Pennsylvania        | University of Pennsylvania     | Tivon Abel (Bears)              |
| 1998 | Lehigh              | University of Pennsylvania     | John Van Doren (Mountain Hawks) |
| 1999 | Army                | University of Pennsylvania     | Andrei Rodzianko (Quakers)      |
| 2000 | Naval Academy       | Lehigh University              | Brett Matter (Quakers)          |
| 2001 | Pennsylvania        | Harvard                        | Dawid Rechul (Crimson)          |
| 2002 | Lehigh              | Lehigh University              | Jesse Jantzen (Crimson)         |
| 2003 | Cornell             | Lehigh University              | Greg Parker (Tigers)            |
| 2004 | Pennsylvania        | Lehigh University              | Travis Lee (Big Red)            |
| 2005 | Naval Academy       | Lehigh University              | Travis Lee (Big Red)            |
| 2006 | Lehigh              | Lehigh University              | Muzaffar Abdurakhmanov (Eagles) |
| 2007 | East Stroudsburg    | Cornell University             | Matt Eveleth (Quakers)          |
| 2008 | Franklin & Marshall | Cornell University             | Cesar Grajales (Quakers)        |
| 2009 | Pennsylvania        | Cornell University             | Bryce Saddoris (Midshipmen)     |
| 2010 | Lehigh              | Cornell University             | Mack Lewnes (Big Red)           |
| 2011 | Bucknell            | Cornell University             | Kevin LeValley (Bison)          |
| 2012 | Princeton           | Cornell University             | Cam Simaz (Big Red)             |
| 2013 | Rutgers             | Cornell University             | Kyle Dake (Big Red)             |
| 2014 | Pennsylvania        | Cornell University             | Todd Preston (Crimson)          |
| 2015 | Lehigh              | Cornell University             | Gabe Dean (Big Red)             |
| 2016 | Princeton           | Cornell University             | Nahshon Garrett (Big Red)       |
| 2017 | Bucknell            | Cornell University             | Gabriel Dean (Big Red)          |
| 2018 | Hofstra             | Lehigh University              | Ryan Preisch (Mountain Hawks)   |
| 2019 | Binghamton          | Lehigh University              | John Diakomihalis (Big Red)     |
| 2020 | Lehigh              | Lehigh University              | Josh Humphreys (Mountain Hawks) |